# Bezourek
Bezourek este o arie protejată (arie specială de conservare — SAC, sit de importanță comunitară — SCI) din Republica Cehă întinsă pe o suprafață de 2,09 ha, integral pe uscat.

## Localizare
Centrul sitului Bezourek este situat la coordonatele 49°05′30″N 16°33′01″E / 49.091667°N 16.550278°E.

## Înființare
Situl Bezourek a fost declarat sit de importanță comunitară în decembrie 2007 pentru a proteja un număr necunoscut de specii din flora spontană și fauna sălbatică aflate în arealul zonei. Situl a fost protejat și ca arie specială de conservare în ianuarie 2014.

## Biodiversitate
Situată în ecoregiunea panonică, aria protejată conține 1 habitat natural: Pajiști stepice subpanonice.
La baza desemnării sitului se află un număr nedeclarat de specii protejate.